# 190057 Nakagawa
190057 Nakagawa este un asteroid din centura principală de asteroizi.

## Descriere
190057 Nakagawa este un asteroid din centura principală de asteroizi. A fost descoperit pe 14 septembrie 2004 la Nakagawa de H. Hori și Hiroshi Maeno. Asteroidul prezintă o orbită caracterizată de o semiaxă mare de 2,76 ua, o excentricitate de 0,12 și o înclinație de 3,9° în raport cu ecliptica.